# Ким Дам Мин
Ким Дам Мин (кор. 김담민; 6 февраля 1995, гор. Анян, провинция Кёнгидо) — южнокорейская шорт-трекистка, чемпионка мира 2011 года в команде, бронзовая призёр чемпионата мира 2012 года в эстафете. Её отец - генеральный директор компании Cen Sports по производству обуви для скейтбординга на заказ и коньков для шорт-трека, а брат Ким Чхоль Мин является чемпионом мира по шорт-треку и призёр чемпионатов мира и Олимпийских игр по конькобежному спорту.

## Спортивная карьера
Ким Дам Мин начала кататься на коньках в возрасте 7-ми лет в Аняне и стала серьёзно заниматься конькобежным спортом в 3-м классе начальной школы Соксу. В 2006 году на национальном чемпионате по многоборью среди юниоров заняла 7-е место. На следующий год стала 8-й на южнокорейских студенческих играх в Чунчхоне.
Ким училась в 6-м классе средней школы Бурим, когда стала участвовать в соревнованиях по шорт-треку и уже в 2009 году она заняла первое место на Национальном фестивале зимних видов спорта. В октябре 2010 года она дебютировала на Кубке мира в китайском Чанчуне и заняла 3-е место на дистанции 500 м, через несколько дней на этапе в Шанхае выиграла бронзу на 1500 м.
В конце января 2011 года на зимних Азиатских играх в Алматы-Астане заняла второе место в эстафете и в феврале на кубке мира в Москве завоевала бронзовые медали на 1000 и 1500 м, а в марте на командном чемпионате мира в Варшаве выиграла золотую медаль вместе с командой.
Ким Дам Мин заняла второе место на отборе национальной сборной в сезоне 2011-2012 г, который состоялся на катке Мокдонг в Сеуле и отобралась в сборную. Ким принимала участие на этапах Кубка мира и заняла второе место в составе эстафетной команды в Солт-Лейк-Сити. В марте 2012 года стала бронзовой призёркой в эстафете на чемпионате мира в Шанхае.
В октябре 2016 года Ким участвовала в конькобежном спорте на чемпионате Кореи на одиночных дистанциях и заняла соответственно 8 и 13-е места на 3000 м и 1500 м. В декабре на национальном чемпионате в многоборье заняла 8-е место. В январе 2018 года выиграла бронзу на чемпионате страны по конькобежному спорту в многоборье.